# Cryphaea fasciculata
Cryphaea fasciculata là một loài rêu trong họ Cryphaeaceae. Loài này được Duby mô tả khoa học đầu tiên năm 1873.